# Acacia kybeanensis
Acacia kybeanensis é uma espécie de leguminosa do gênero Acacia, pertencente à família Fabaceae.